# Cilindro circular reto

Ilustração de um cilindro.

Um cilindro circular reto é um cilindro cujas geratrizes são perpendiculares às bases. Assim, no cilindro circular reto, a geratriz e a altura tem as mesmas medidas. Também é chamado com menos frequência de cilindro de revolução, porque pode ser obtido através da rotação de um retângulo de lados {\displaystyle r} e {\displaystyle g} em torno de um de seus lados. Fixando {\displaystyle g} como o lado em que ocorre a revolução, obtemos que o lado {\displaystyle r}, perpendicular a {\displaystyle g}, será a medida do raio do cilindro.
Além do cilindro circular reto, dentro do estudo de geometria espacial há ainda o cilindro circular oblíquo, caracterizado por não possuir as geratrizes perpendiculares às bases.
São exemplos de objetos que tem a forma de cilindro circular reto: algumas latas e velas.

## Elementos do cilindro circular reto
Bases: são os dois círculos das bases paralelos e congruentes entre si.
Eixo: é a reta determinada pelos dois pontos dos centros das bases do cilindro;
Altura: é a distância entre os dois planos das bases do cilindro;
Geratrizes: são os segmentos de reta paralelos ao eixo e que possuem extremidades nos pontos das circunferências das bases.

## Áreas lateral e total
A superfície lateral de um cilindro reto é a reunião das geratrizes. Pode ser obtida através do produto entre o comprimento da circunferência da base e a altura do cilindro. Portanto, a área lateral é dada por:
Onde:

Ilustração de um cilindro e da planificação de sua superfície lateral.

{\displaystyle A_{L}\,} representa a área da superfície lateral do cilindro;
{\displaystyle \pi \,} vale aproximadamente 3,14;
{\displaystyle r\,} é a distância entre a superfície lateral do cilindro e o eixo, ou seja, é o valor do raio da base;
{\displaystyle h\,} é a altura do cilindro;
{\displaystyle 2\pi r} é o comprimento da circunferência da base, pois {\displaystyle \pi ={\frac {C}{2r}}}, ou seja, {\displaystyle C=2\pi r.}

Note que no caso do cilindro circular reto, a altura e a geratriz possuem a mesma medida, logo a área lateral pode ser dada também por:
- {\displaystyle A_{L}=2\pi rg.}

A área da base de um cilindro é a área de um círculo (no caso, definimos que o círculo tem raio com medida {\displaystyle r}):
{\displaystyle A_{B}=\pi r^{2}.}
Para se calcular a área total de um cilindro circular reto, basta somar a área lateral com a área das duas bases:
{\displaystyle A_{T}=A_{L}+2\cdot A_{B}}
substituindo {\displaystyle A_{L}=2\pi rh} e {\displaystyle A_{B}=\pi r^{2}}, obtemos
- {\displaystyle A_{T}=2\pi rh+2\pi r^{2}}{\displaystyle \Rightarrow A_{T}=2\pi r(h+r)}

ou ainda, 
- {\displaystyle A_{T}=2\pi r(g+r).}

## Volume

Ilustração de um cilindro e de um prisma, ambos com altura. Note que a área da base de cada sólido é.

Através do princípio de Cavalieri, que define que se dois sólidos de mesma altura, com as áreas das bases congruentes, estiverem posicionados sobre um mesmo plano, tal que qualquer outro plano paralelo a este secionar ambos os sólidos, determinando a partir dessa seção dois polígonos com mesma área, então o volume dos dois sólidos será o mesmo, podemos determinar o volume do cilindro.
Isso porque, o volume de um cilindro pode ser obtido da mesma forma que o volume de um prisma com mesma altura e mesma área da base. Sendo assim, basta multiplicar a área da base pela altura:
{\displaystyle V=A_{B}\cdot h.}
Como a área de um círculo de raio {\displaystyle r}, que é a base do cilindro, é dada por {\displaystyle A_{B}=\pi r^{2}}, segue que:
- {\displaystyle V=\pi r^{2}h}[2]

ou ainda,
- {\displaystyle V=\pi r^{2}g.}

## Cilindro equilátero

Ilustração de um cilindro circunscrito a uma esfera de raio. Note que o cilindro é equilátero.

O cilindro equilátero se caracteriza por ser um cilindro circular reto em que o diâmetro da base é igual ao valor da altura (geratriz).
Logo, supondo que o raio da base de um cilindro equilátero seja {\displaystyle r}, então o diâmetro da base desse cilindro é {\displaystyle 2r} e sua altura é {\displaystyle 2r}.
Sua área lateral pode ser obtida substituindo o valor da altura por {\displaystyle 2r}:
{\displaystyle A_{L}=2\pi r\cdot 2r}{\displaystyle \Rightarrow A_{L}=4\pi r^{2}.}
O resultado pode ser obtido de maneira semelhante para a área total:
{\displaystyle A_{T}=2\pi r(h+r)}{\displaystyle \Rightarrow A_{T}=2\pi r(2r+r)}{\displaystyle \Rightarrow A_{T}=2\pi r\cdot 3r}{\displaystyle \Rightarrow A_{T}=6\pi r^{2}.}
Para o cilindro equilátero é possível obter uma fórmula mais simples para calcular o volume. Basta substituir as medidas do raio e da altura definidas anteriormente, na fórmula de volume de um cilindro circular reto:
{\displaystyle V=\pi r^{2}\cdot h}{\displaystyle \Rightarrow V=\pi r^{2}\cdot 2r}{\displaystyle \Rightarrow V=2\pi r^{3}.}

## Seção meridiana
É a interseção entre um plano que contém o eixo do cilindro e o cilindro.
No caso do cilindro circular reto, a seção meridiana é um retângulo, pois a geratriz é perpendicular à base. Já o cilindro equilátero possui uma seção meridiana quadrada, pois sua altura é congruente ao diâmetro da base.

## Exemplos de objetos com forma de cilindro circular reto

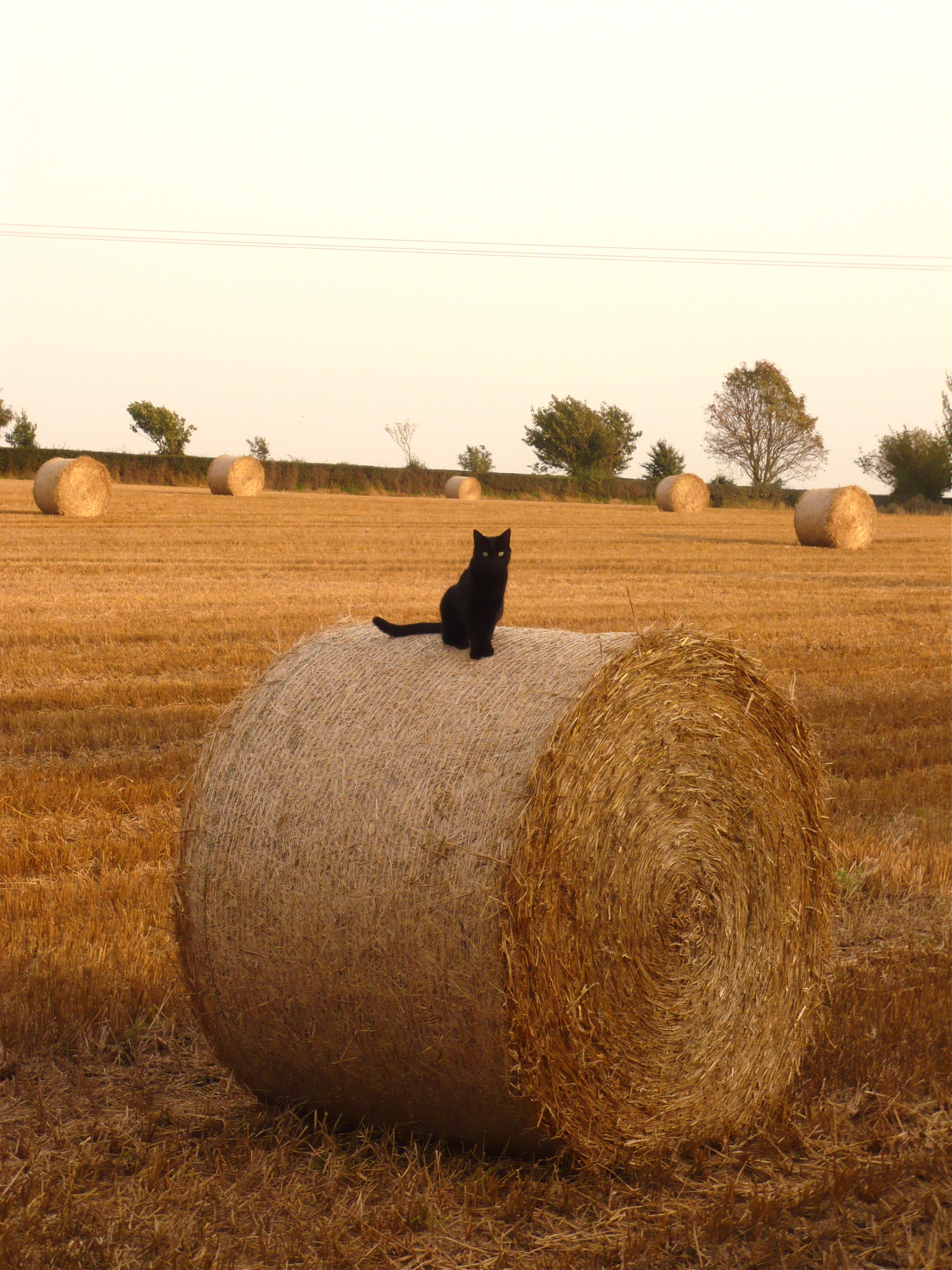
Fardo de palha
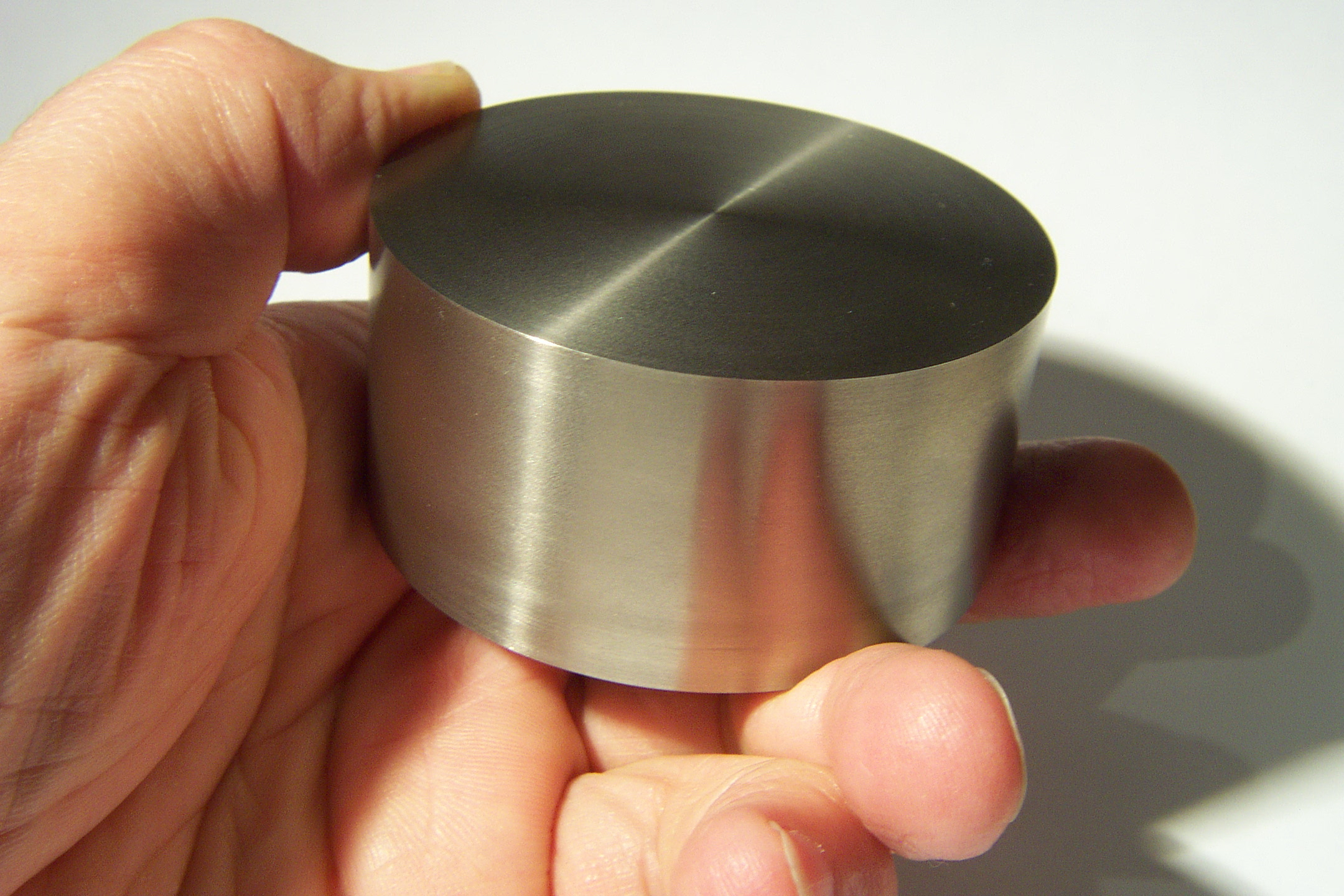
Cilindro de titânio
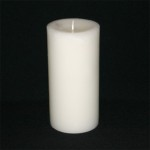
Vela